# Крупська сільська рада (Золотоніський район)
Кру́пська сільська́ ра́да — колишня адміністративно-територіальна одиниця та орган місцевого самоврядування в Золотоніському районі Черкаської області. Адміністративний центр — село Крупське.

## Загальні відомості
- Населення ради: 644 особи (станом на 2001 рік)

## Населені пункти
Сільській раді були підпорядковані населені пункти:
- с. Крупське

## Склад ради
Рада складалася з 12 депутатів та голови.
- Голова ради: Соколенко Іван Андрійович

### Керівний склад попередніх скликань
| Прізвище, ім'я, по батькові | Основні відомості                                                                      | Дата обрання | Дата звільнення |
| --------------------------- | -------------------------------------------------------------------------------------- | ------------ | --------------- |
| Черемис Григорій Григорович | Сільський голова, 1946 року народження, безпартійний                                   | 26.03.2006   | 31.10.2010      |
| Соколенко Іван Андрійович   | Сільський голова, 1951 року народження, освіта вища, член Комуністичної партії України | 31.10.2010   |                 |

Примітка: таблиця складена за даними сайту Верховної Ради України

### Депутати
За результатами місцевих виборів 2010 року депутатами ради стали:

#### За суб'єктами висування
| Суб'єкт висування                                       | Кількість обраних депутатів | %    |
| ------------------------------------------------------- | --------------------------- | ---- |
| Політична партія Всеукраїнське об'єднання «Батьківщина» | 5                           | 41,7 |
| Соціалістична партія України                            | 4                           | 33,3 |
| Самовисування                                           | 3                           | 25   |

#### За округами
| № округу                                                | Прізвище, ім'я, по батькові      | Дата визнання обраним | Освіта             | Партійна приналежність                        | Відомості про обраного депутата                       |
| ------------------------------------------------------- | -------------------------------- | --------------------- | ------------------ | --------------------------------------------- | ----------------------------------------------------- |
| Політична партія Всеукраїнське об'єднання «Батьківщина» |                                  |                       |                    |                                               |                                                       |
| 1                                                       | Дробітько Оксана Іванівна        | 03.11.2010            | середня спеціальна | член Всеукраїнського об'єднання «Батьківщина» | БудинокКультури с. Крупське, директор                 |
| 4                                                       | Синільник Світлана Олександрівна | 03.11.2010            | середня спеціальна | член Всеукраїнського об'єднання «Батьківщина» | КрупськаСільська рада, гол.бухгалте Р                 |
| 6                                                       | Хомут Надія Василівна            | 03.11.2010            | середня спеціальна | член Всеукраїнського об'єднання «Батьківщина» | приватний підприємець, продавець магазину             |
| 8                                                       | Пономарьова Світлана Миколаївна  | 03.11.2010            | середня спеціальна | член Всеукраїнського об'єднання «Батьківщина» | Крупський фельдшерсько-акушерський пункт, завідувачка |
| 9                                                       | Петренко Володимир Іванович      | 03.11.2010            | середня спеціальна | член Всеукраїнського об'єднання «Батьківщина» | Райтеплоенергія, оператор газовихкотлів               |
| Соціалістична партія України                            |                                  |                       |                    |                                               |                                                       |
| 2                                                       | Гринь Наталія Павлівна           | 15.11.2010            | середня            | член Соціалістичної партії України            | Золотоніський бекон, оператор                         |
| 3                                                       | Артеменко Ірина Іванівна         | 03.11.2010            | середня            | член Соціалістичної партії України            | Приватний магазин, продавець                          |
| 7                                                       | Московченко Іван Федорович       | 03.11.2010            | середня            | позапартійний                                 | ПП «Крупське», електрослюсар                          |
| 10                                                      | Сафонова Марія Олександрівна     | 03.11.2010            | середня спеціальна | позапартійна                                  | ПП «Крупське», інспектор по кадрах                    |
| Самовисування                                           |                                  |                       |                    |                                               |                                                       |
| 5                                                       | Безкровна Любов Михайлівна       | 03.11.2010            | вища               | позапартійна                                  | КрупськийНВК, директор                                |
| 11                                                      | Охріменко Сергій Іванович        | 03.11.2010            | середня спеціальна | член Партії регіонів                          | ТОВ «Золотоніськии Бекон», слюсар                     |
| 12                                                      | Соколенко Ганна Андріївна        | 03.11.2010            | середня спеціальна | позапартійна                                  | Крупськасільська рада, секретар                       |

## Природно-заповідний фонд
На землях сільради розташовано орнітологічний заказник місцевого значення «Стави».